# 병점동
병점동(餠店洞)은 경기도 화성시 동부에 위치한 법정동이다. 2개의 행정동(병점1동, 병점2동)이 설치되어 있다.
서쪽으로는 화산동, 북쪽으로는 진안동, 남쪽으로는 오산시 세마동, 동쪽으로는 동탄3동과 맞닿는다.

## 역사
- 1896년 : 태촌, 장주, 남부, 안녕, 용북면으로 편재되었다.
- 1914년 : 태촌면과 장주면 일부를 통합해 태장면으로, 안녕면과 용북면 일부를 통합해 안용면이라고 하였다.
- 1963년 1월 1일 : 태장면이 8개 리와 안용면의 6개 리를 통합해 태안면을 신설했다.
- 1985년 10월 1일 : 태안면이 태안읍으로 승격했다.[1]
- 2006년 1월 2일 : 태안읍이 화성시 동부출장소로 승격하면서 화성시 동부권분리에 의해 병점리를 법정동 병점동으로 바뀌고, 행정동 병점1동, 병점2동을 설치하였다.

## 지역 구분
병점동 중 병점중앙로 서쪽은 병점1동, 동쪽은 병점2동이다.

## 교육
- 송화초등학교
- 안화초등학교
- 화성벌말초등학교
- 병점중학교
- 안화중학교
- 병점고등학교
- 안화고등학교
- 진안중학교
- 태안초등학교
- 구봉초등학교

## 교통
- 국도 제1호선이 병점동 중심부를 통과한다.

## 특이 사항
- 병점초등학교와 병점역은 병점동이 아닌 진안동에 있다.
- 병점차량사업소는 병점동이 아닌 오산시에 있다.
- 병점은 화성시 병점동과 진안동 일대를 두루 일컫는 말이다.

## 아파트
| 단지명                           | 건설사                  | 시행사                  | 주소                | 입주        | 비고                                    |
| -------------------------------- | ----------------------- | ----------------------- | ------------------- | ----------- | --------------------------------------- |
| 태안주공 1단지                   | ㈜한양                  | 대한주택공사            |                     | 1997년 11월 |                                         |
| 병점역 에듀포레                  | ㈜삼협건설              | 대한주택공사            | 병점2로 78          | 2004년 4월  | '느치미마을 주공 4단지'에서 단지명 변경 |
| 안화동마을 주공 6단지            | 동원건설산업㈜          | 대한주택공사            | 병점2로 141         | 2004년 4월  | 국민임대                                |
| 느치미마을 주공 2단지            | ㈜신한                  | 대한주택공사            | 병점3로 74          | 2004년 5월  |                                         |
| 안화동마을 주공 7단지            | 신일건업㈜              | 대한주택공사            | 병점3로 158         | 2004년 5월  |                                         |
| 안화동마을 주공 8단지            | 경남기업                | 대한주택공사            | 병점3로 157         | 2004년 8월  | 국민임대                                |
| 안화동마을 주공 5단지            | 마스타건설㈜            | 대한주택공사            | 병점2로 103         | 2004년 9월  |                                         |
| 병점역 센트럴뷰                  | 대림건설 ㈜신한종합건설 | 대한주택공사            | 병점3로 88          | 2004년 11월 | '느치미마을 주공 3단지'에서 단지명 변경 |
| 안화동마을 주공 9단지            | 서희건설 성일건설       | 대한주택공사            | 병점3로 117         | 2005년 2월  |                                         |
| 병점역 센트럴 허브시티           | 신창건설㈜              | 신창건설㈜              | 병점1로 65          | 2004년 6월  | '늘벗마을 신창미션힐'에서 단지명 변경   |
| 정든마을 신창비바패밀리 2차      | 신창건설㈜              | 신창건설㈜              | 병점2로 78          | 2004년 6월  |                                         |
| 다정마을 병점역 신한에스빌       | ㈜신한                  | ㈜신한                  | 병점3로 53 (1단지)  | 2005년 10월 |                                         |
| 다정마을 병점역 신한에스빌       | ㈜신한                  | ㈜신한                  | 병점3로 54 (2단지)  | 2005년 10월 |                                         |
| 병점역 아이파크 캐슬             | 롯데건설 현대산업개발   | ㈜하나자산신탁 ㈜씨티웰 | 병점노을로 31       | 2021년 3월  |                                         |
| 송화마을 병점역 우남퍼스트빌 3차 | 우남건설㈜              | 우남건설㈜              | 태안로 50           | 2001년 8월  |                                         |
| 구봉마을 우남퍼스트빌 1차        | 우남건설㈜              | 우남건설㈜              | 병점동로 23         | 2004년 8월  |                                         |
| 안화동마을 우남퍼스트빌 2차      | 우남건설㈜              | 우남건설㈜              | 효행로 1076-9       | 2004년 10월 |                                         |
| 병점 임광그대가                  | 임광토건㈜              | ㈜조동주택              | 병점중앙로21번길 26 | 2007년 5월  |                                         |
| 병점 성호                        | ㈜성호건설              | ㈜성호건설              | 10용사로 221        | 2001년 8월  |                                         |